# Jaume Ferrer Graupera
Jaume Ferrer Graupera (Barcelona, 29 de noviembre de 1963) es un empresario barcelonés que  ejercía de vicepresidente del Área de Patrimonio del Fútbol Club Barcelona, después de dimitir para concentrarse en su candidatura para las elecciones del Barça.
Forma parte de la actual Junta Directiva del Fútbol Club Barcelona desde el inicio del mandato del presidente Joan Laporta en 2003. Durante estos siete últimos años ha ocupado diferentes cargos de responsabilidad en la Junta, trabajado como responsable de Marketing y Medios Audiovisuales, y de Tesorero en los diferentes estamentos del Club. Con carrera de Ciencias Empresariales y Máster en Gestión y Comercio Internacional (1981-1986) por ESADE, dirige desde 2008 su grupo de empresas, una consultoría especializada en la gestión de empresas y sus procesos de negocios. 
Su vida profesional empezó en los departamentos de marketing de las multinacionales Grupo Bimbo y El Caserío, para posteriormente ocupar la plaza de responsable de marketing en Citizen. Actualmente reparte el tiempo entre la vicepresidencia del FC Barcelona y la dirección de sus empresas.

## Una vida azulgrana
Tiene el número de socio 79.935 del Fútbol Club Barcelona. Nacido en una familia de culés, es un asiduo en el Camp Nou desde los diez años. A los nueve hizo la prueba para poder acceder a una plaza en la escuela de futbolistas del FC Barcelona. Pese a jugar de delantero en el equipo del colegio, le fue asignada la plaza de defensa —y "eso que lo hice bien", suele bromear—. Truncadas sus aspiraciones infantiles, sus inquietudes azulgranas le llevaron a formar parte de la candidatura del presidente Joan Laporta y tras siete años de experiencia aspira ahora la presidencia en las próximas elecciones del Club fijadas por la Junta Directiva el 13 de junio de 2010.

## Irrupción en el Barça
Jaume Ferrer llegó al Barça en 2003 como integrante de la candidatura encabezada por Joan Laporta. El 15 de junio de ese año, el grupo de jóvenes empresarios que lideraron la nueva propuesta ganó con el apoyo del 52,27% de los socios. Laporta se impuso a Luis Bassat, el gran favorito en las encuestas, por 27.138 a 16.412 votos. Ferrer formó parte de aquella primera Junta Directiva. Desde entonces, el actual vicepresidente azulgrana ha venido ocupando cargos de responsabilidad, dando continuidad a un proyecto no exento de momentos de crisis institucional como la que desencadenó la primera dimisión en bloque de cinco miembros de la antigua junta en 2005, con el vicepresidente deportivo Sandro Rosell al frente, junto con Josep Maria Bartomeu, Jordi Monés, Jordi Moix y Xavier Faus. La moción de censura de 2006 promovida por el socio Oriol Giralt, y que obtuvo el apoyo del 60,60% de los socios, supuso otro momento crítico para la continuidad del proyecto. Ocho directivos decidieron abandonar entonces a Laporta con Ferran Soriano al frente. Albert Vicens, Marc Ingla, Toni Rovira, Xavier Cambra, Claudia Vives-Fierro, Josep Lluís Vilaseca y Evarist Murtra le secundaron. Ferrer es uno de los cuatro directivos que todavía siguen al frente de la entidad desde 2003, y el frente de un proyecto que para el Barça significó en 2009 el mejor año de su historia, con seis títulos conquistados. Alfons Godall, Alfons Castro y Josep Cubells son los tres otros que continúan.

## Elecciones 2010
El 23 de diciembre de 2009, Jaume Ferrer anunció en Catalunya Ràdio su intención de presentarse a las eleccions del Fútbol Club Barcelona que se celebraran en 2010. Ferrer defiende un modelo menos presidencialista que el actual.

## Caso espionaje
El vicepresidente Jaume Ferrer fue objeto de espionaje por parte del Fútbol Club Barcelona a principios del año 2009, junto con los vicepresidentes Joan Boix, Joan Franquesa y Rafael Yuste. El escándalo llevó la enésima crisis institucional en el Club. Joan Olivé, director general del Fútbol Club Barcelona, impulsó lo que ha venido calificando como 'auditorías de seguridad' para dar, según se esgrimió, con el mejor candidato a las elecciones entre los miembros de la Junta. Extrañamente, el único vicepresidente que no fue investigado fue Alfons Godall, designado inicialmente por Laporta como su delfín. Jaume Ferrer descartó en ese momento presentar su dimisión, apelando a la responsabilidad por la estabilidad del Club, clave en la consecución de las Seis Copas este 2009.